# Kathleen Booth
Kathleen Booth (1922-2022) escribió el primer lenguaje ensamblador y diseñó el código de ensamblado y autocode para los primeros sistemas de computadoras del Birkbeck College. Ayudó a diseñar tres diferentes computadoras, la ARC (Automatic Relay Calculator), SEC (Simple Electronic Computer), y APE(X)C. Falleció el 29 de septiembre de 2022 en Canadá a la edad de 100 años.

## Sus inicios
Kathleen Britten nació en Stourbridge, Worcestershire, Inglaterra. Obtuvo su licenciatura en Ciencias de la Matemática en la Universidad de Londres en 1944, y su Doctorado en Matemáticas Aplicadas en 1950. Fue en 1950 también que se casó con su colega Andrew Booth, con quien tuvo dos hijos.

## Trayectoria
Trabajó en el Birkbeck College entre 1946 y 1962.
Viajó a los Estados Unidos en 1947 como asistente de investigación de Andrew Booth.
Al regresar al Reino Unido, fue coautora de "Consideraciones generales en el diseño de una computadora digital electrónica de uso múltiple", que describe las modificaciones del rediseño original de ARC al ARC2 mediante una arquitectura de von Neumann. Parte de sus contribuciones fue el lenguaje de ensamblador ARC. También construyó y mantuvo componentes ARC.
Entre 1947 y 1953 el equipo de Kathleen y Andrew Booth emazizin Birkbeck produjo tres máquinas: ARC (Automatic Relay Computer), SEC (Simple Electronic Computer), y APE(X)C (All-purpose Electronic (Rayon) Computer).
Booth publicó regularmente artículos concerniendo su trabajo en los sistemas de ARC y APE(X)C y coescribió la publicación "Automatic Digital Calculators" (1953) que ilustraba el método de programación 'Planning and Coding'. Cofundó la School of Computer Science and Information Systems en 1957 en la Birkbeck College junto con Andrew Booth y J.C. Jennings. En 1958 ella enseñó en el curso de programación.
En 1958,escribió uno de los primeros libros sobre como programar para las computadoras APE(X)C.
Su investigación en redes neuronales llevó a programas satisfactorios simulando el reconocimiento de patronas y figuras como lo hacen los animales.

## Fallecimiento
Kathleen Booth falleció el 29 de septiembre de 2022 en Canadá a los 100 años.